# Gamma Pictoris
Désignations
Gamma Pictoris (γ Pictoris / γ Pic) est une étoile orangée de la constellation australe du Peintre. C'est une étoile visible à l’œil nu avec une magnitude apparente de +4,50. D'après les mesures de sa parallaxe réalisées par le satellite Hipparcos, elle est distante d’environ ∼ 177 a.l. (∼ 54,3 pc) du Soleil, et elle s'éloigne du système solaire à une vitesse radiale de +15,7 km/s.
Gamma Pictoris est une étoile géante rouge de type spectral K1III. Elle fait 1,59 fois la masse du Soleil et son rayon s'est étendu jusqu'à faire 11 fois celui du Soleil. L'étoile est 61 fois plus lumineuse que le Soleil et elle émet sa lumière depuis sa photosphère à une température effective d'environ 4 600 K. Gamma Pictoris ne possède pas de compagnon connu qui lui serait associé.